# Chiessi
Chiessi est une frazione de la commune de Marciana sur l'île d'Elbe, dans la province de Livourne en Toscane,.

## Archéologie
Dans le haut Val Gneccarina, vers 1930, lors de la construction d'une charbonnière, cinq haches villanoviennes en bronze ont été trouvées par Italo Galeazzi et aujourd'hui conservées au Musée archéologique de Marciana (it).
Sur le fond sablonneux de la mer, à 46 m de profondeur, surplombant le village, se trouve un navire romain (épave du Chiessi (it)) du Ier siècle, découvert par hasard en 1966 par Luciano Zamboni. Le navire est daté d'environ 70 apr. J.-C. et contenait à l'origine environ 7 000 amphores, destinées au transport du garum, de l'huile d'olive et du vin.

### Sites archéologiques
- Sites protohistoriques du Mont Capanne :
  - Site de l'ancienne Église San Bartolomeo

## Galerie

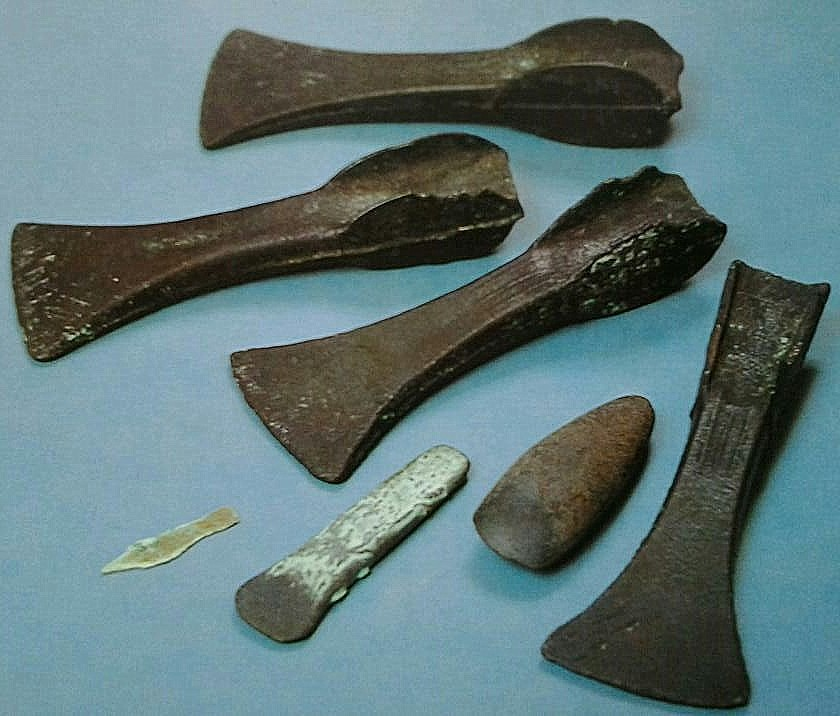
Haches villanoviennes.
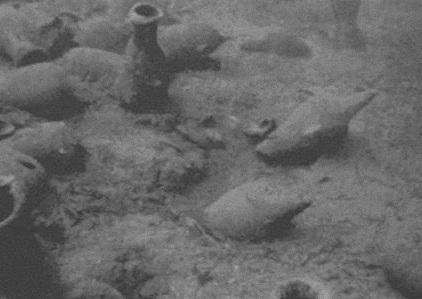
Amphores de l'épave de Chiessi.